# Krieschendorf

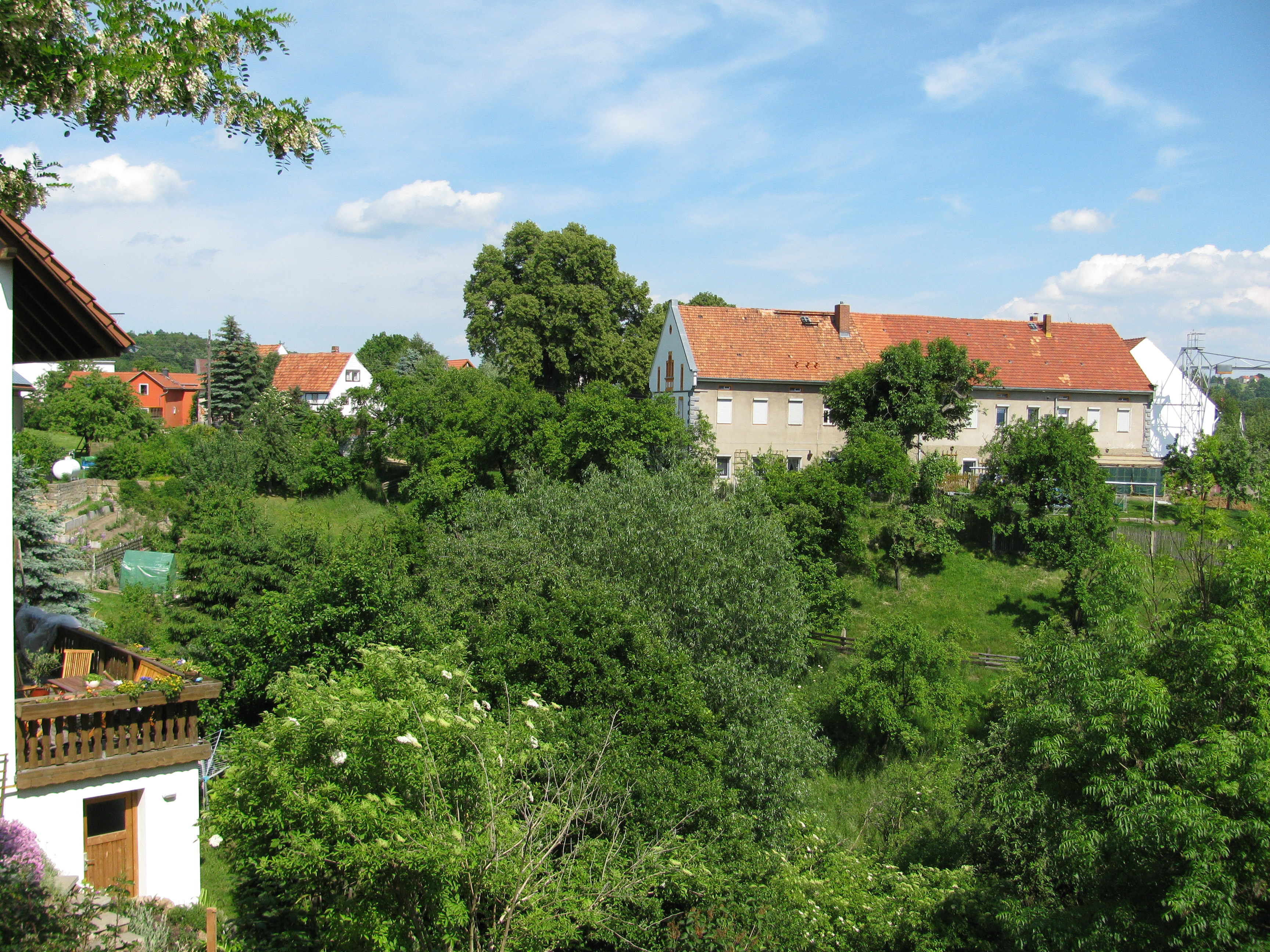
Blick auf Krieschendorf

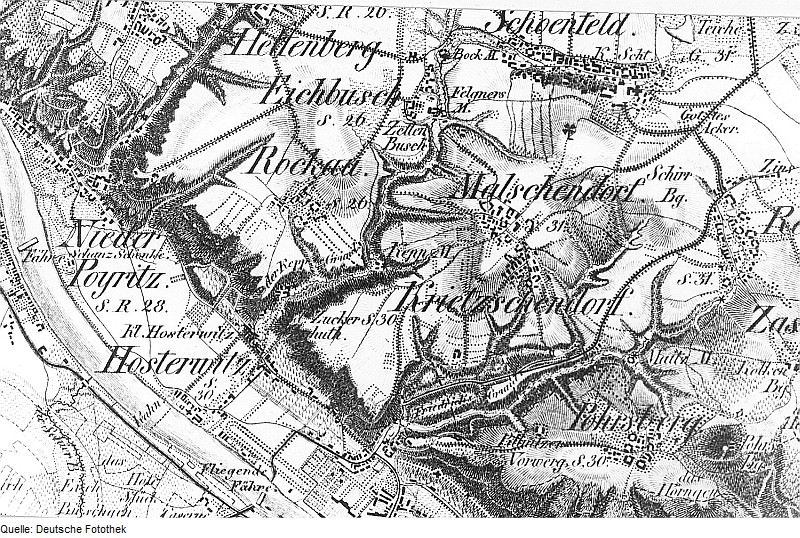
„Krietzschendorf“ und benachbarte Dörfer auf einer Karte von 1821

Krieschendorf  ist ein Ort im Nordosten Dresdens. Administrativ gehört Krieschendorf zur Ortschaft Schönfeld-Weißig und ist dort ein Ortsteil, der zum statistischen Stadtteil Schönfeld/Schullwitz gezählt wird.
Krieschendorf wurde im Jahr 1378 erstmals urkundlich erwähnt.
Vermutlich geht die Entstehung der Ortschaft auf eine Siedlung fränkischer Bauern im 12. Jahrhundert unter dem Meißner Markgrafen Konrad dem Großen zurück. Der Ortsname geht zurück auf den altsorbischen Personennamen „Krivoš“.
Krieschendorf wurde am 1. Juli 1950 mit dem Nachbarort Malschendorf zu einer Landgemeinde zusammengefasst. Sie schloss sich am 1. März 1994 der Gemeinde Schönfeld-Weißig an. Am 1. Januar 1999 wurde Krieschendorf als Teil der Landgemeinde Schönfeld-Weißig der Stadt Dresden zugeordnet.
Malschendorf und Krieschendorf haben zusammen etwa 300 Einwohner.